# Anastasiya Belikova
Anastasiya Aleksandrovna Belikova (em russo:  Анастасия Александровна Беликова; Cheliabinsk, 22 de julho de 1979) é uma ex-jogadora de voleibol da Rússia que competiu nos Jogos Olímpicos de 2000.
Em 2000, ela fez parte da equipe russa que conquistou a medalha de prata no torneio olímpico, no qual atuou em seis partidas.